# Hamptons at Boca Raton
Hamptons at Boca Raton é uma Região censo-designada localizada no estado americano da Flórida, no Condado de Palm Beach.

## Demografia
Segundo o censo americano de 2000, a sua população era de 11.306 habitantes.

## Geografia
De acordo com o United States Census Bureau tem uma área de 6,9 km², dos quais 6,4 km² cobertos por terra e 0,5 km² cobertos por água.

## Localidades na vizinhança
O diagrama seguinte representa as localidades num raio de 8 km ao redor de Hamptons at Boca Raton.